# آيت اعلي بن سالم (فوم الجمعة الضاحية)
آيت اعلي بن سالم هو دُوَّار يقع بجماعة فم الجمعة، إقليم أزيلال، جهة بني ملال خنيفرة في المملكة المغربية. ينتمي الدوّار لمشيخة فوم الجمعة الضاحية التي تضم 6 دواوير. يقدر عدد سكانه بـ 388 نسمة حسب الإحصاء الرسمي للسكان والسكنى لسنة 2004.

## وصلات خارجية
- البوابة الوطنية للجماعات الترابية
- المندوبية السامية للتخطيط